# Stagnicola corvus
Stagnicola corvus – gatunek ślimaka słodkowodnego z rodziny błotniarkowatych (Lymnaeidae). Takson ten przez wiele lat był traktowany jako odmiana błotniarki pospolitej (Stagnicola palustris), ale został wyodrębniony przez Marię Jackiewicz na podstawie różnic w budowie wewnętrznej.

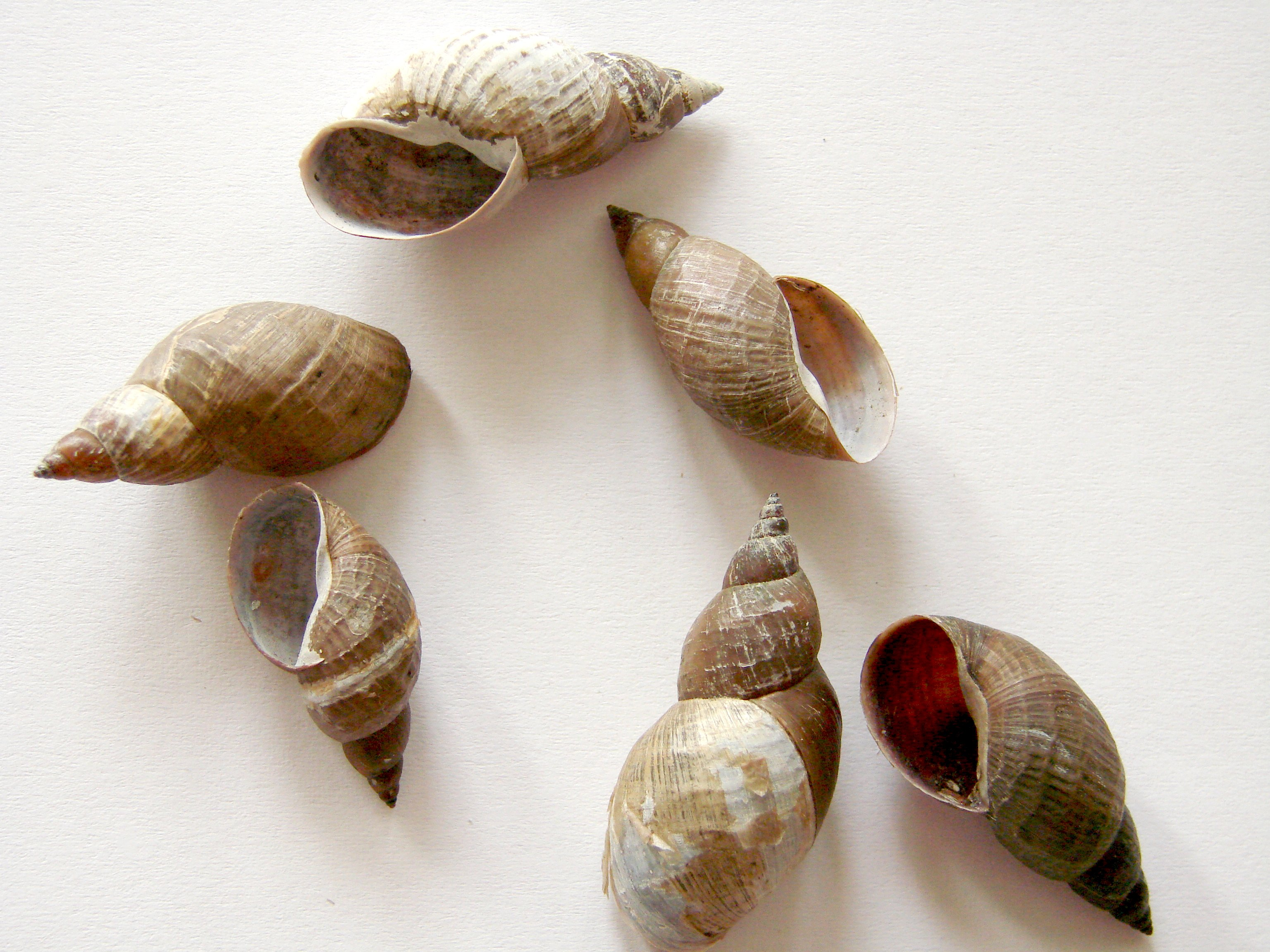
Muszle

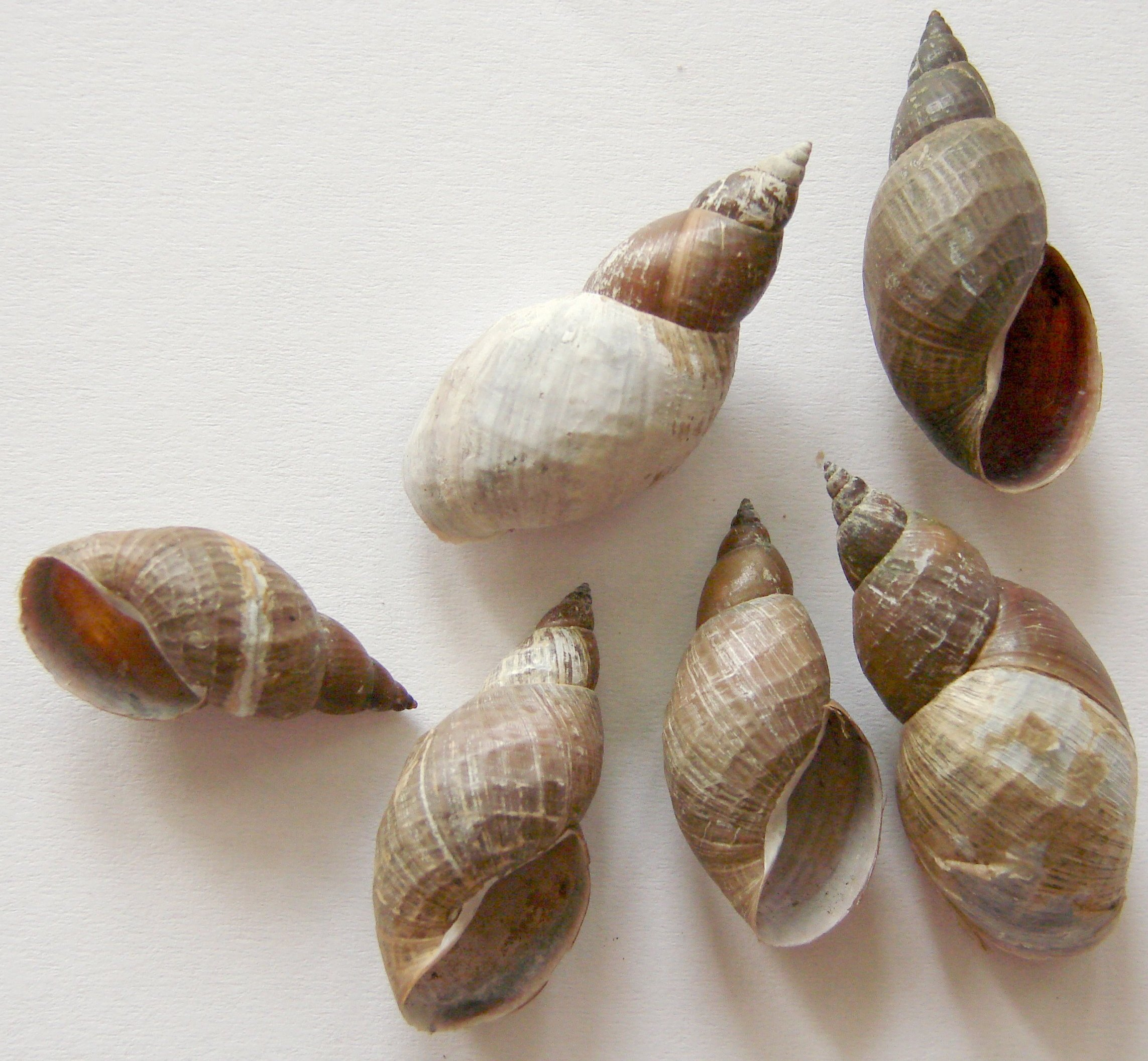
Muszle

Muszla ciemno ubarwiona – szara do granatowoczarnej, grubościenna o powierzchni zazwyczaj młotkowanej (wyraźne, jasne linie przyrostów podzielone grubymi liniami spiralnymi tworzące małe, oddzielne powierzchnie). Ostatni skręt silnie rozszerzony. Otwór o krawędzi i górnej części ostro zakończonej, zajmuje połowę lub lekko ponad połowę wysokości całej muszli. Dołek osiowy zakryty lub szczelinowaty. Wysokość muszli 25–40 (45) mm, a szerokość 12–17 mm.
Występuje w Europie – od Wysp Brytyjskich po wschodnią Ukrainę i od Skandynawii po Włochy.
Gatunek powszechny w zeutrofizowanych zbiornikach trwałych o niewielkim przepływie wody. Jest raczej wszystkożerny i typowy dla nizin. Kokony jajowe 40–50 mm długie i 6 mm szerokie zawierające po 80–120 jaj. Ogólnie słabo poznany i wymaga osobnych obserwacji co do rozmieszczenia i zwyczajów.